# Francisco Coll Guitart
Francisco Coll Guitart (Gombrèn, 1812 — Vic, 2 de abril de 1875) foi um frade dominicano espanhol, reconhecido como santo pela Igreja Católica,  Irmãs Dominicanas da Anunciata. Também é conhecido pela versão catalã de seu nome, Francesc Coll i Guitart.

## Vida e obras

### Primeiros anos de vida
Francisco Coll i Guitart nasceu no dia 18 de Maio de 1812, em uma pequena cidade de Gombrèn, nos Pirenéus Catalães (província de Girona, Espanha). Catalunha sofreu as consequências da guerra devido à invasão de Napoleão. Foram tempos de escassez, fome e de todo tipo de dificuldades. Francisco era o caçula de onze irmãos; Quando ele tinha quatro anos, seu pai morreu. Sua mãe, Magdalena, uma mulher profundamente cristã, o formou em amor e piedade por Deus e pela Virgem Maria.
Inquieto e ativo, as dificuldades ajudaram a ele a criar uma personalidade forte e vigorosa. Aos dez anos, atraído pela vocação sacerdotal, mudou-se para a cidade de Vic, longe de sua família, para começar os estudos no Seminário. Como outros seminaristas pobres, a comida e a hospedagem eram ganhadas em troca da colaboraçao na instrução literária e religiosa das crianças desta casa. Ele foi tratado como um membro a mais da familia.

### Dominicano e missionário
Aos 18 anos, depois de sentir o chamado de Deus na Ordem dos Pregadores, ele entrou no convento dominicano de Gerona, onde fez a sua primeira profissão em 1831. Durante seus anos de formação, diz-se que "nada lhe era visto como extraordinário, mas chamou sim a atenção por fazer tão bem as coisas comuns". Quando faltou alguns meses para a ordenação sacerdotal, no contexto das lutas políticas pela sucessão do rei Fernando VII, é ordenada a supressão das ordens religiosas na Espanha (exclaustração). Em agosto de 1835, Francisco Coll e sua comunidade foram expulsos do convento, para o qual nunca poderiam retornar.
Após meses de incerteza, e embora o governo tivesse proibido de celebrar o sacramento da  Ordem, ele foi ordenado sacerdote em Solsona em 28 de maio de 1836. Por mais de trinta anos, serviu como ministério, primeiro em uma paróquia e depois como missionário em várias dioceses da Catalunha. A fama de ser pregador cresceu rapidamente e sua palavra mobilizou multidões. Sua principal preocupação era levar a Palavra de Deus de uma maneira cordial, apaixonada, simples e compreensível para o povo, para alcançar uma verdadeira conversão interior. Ele optou pelo trabalho em equipe com outros padres e foi colaborador de Santo Antônio Maria Claret em seus empreendimentos missionários.

### Fundador
Impressionado com a realidade social e religiosa que observou no decorrer das suas missões, o Pe. Coll começou a se preocupar com a falta de acesso à educação nas cidades pequenas especialmente das meninas. Isso o levou a fundar a Congregação das Irmãs Dominicanas da Anunciata em 15 de agosto de 1856, no meio das grandes dificuldades economicas, uma vez que ele nunca havia cobrado dinheiro por suas missões e praticamente não dispunha de recursos e apoios financeiros. No entanto, a Congregação se espalhou rapidamente e após 14 anos já tinha 46 casas na Catalunha. As irmãs, principalmente de origem humilde, lutaram por sua formação e obtiveram títulos de professoras. Elas eram chamadas para administrar escolas públicas ou pequenas escolas nas cidades.
Atualmente, as Irmãs Dominicanas da Anunciata se expandiram em vinte países da Europa, América do Sul, América Central, África e Ásia.

### Últimos anos
O padre Coll dividiu seu trabalho entre sua atividade missionária e a organização da Congregação. No entanto, em dezembro de 1869, aos 57 anos, ele sofreu um primeiro derrame. Sua saúde começou a declinar, ele ficou cego e às vezes perdia as faculdades mentais. Foi uma prova difícil que ele viveu com fé, com coragem e apoiando sempre na oração do Rosário. Ele morreu em Vic, em 2 de abril de 1875, e o povo se aproximou massivamente para prestar o último tributo a aquele que havia pregado com tanto fervor a Palavra de Deus. Sua festa é comemorada no dia 19 de maio . 